# Конвенція про захист Чорного моря від забруднення
Конвенція про захист Чорного моря від забруднення — міжнародний документ від 1992 року. Підписанти: Туреччина, Росія, Румунія, Грузія, Болгарія, Україна.
Ратифікована Постановою Верховної Ради України N 3939-XII від 04.02.94.  Набула чинності в Україні 14.04.1994. 
Конвенція прийнята з метою захисту і збереження морського середовища Чорного моря.
Конвенція 1992 року розвиває і доповнює такі міжнародні документи:
- Конвенція із запобігання забруднення моря скиданнями відходів та інших матеріалів 1972 року
- Конвенція із запобігання забруднень з суден 1973 року
- Конвенція про контроль за транскордонним перевезенням небезпечних відходів та їх знищенням 1989 року
- Конвенція із забезпечення готовності на випадок забруднення нафтою, боротьби з ним та співробітництва 1990 року.

Конвенція унормовує співробітництво між договірними сторонами стосовно скорочення і запобігання  таких забруднень Чорного моря: 
- забруднення небезпечними речовинами і матеріалами,
- забруднення з джерел, що перебувають на суші,
- забруднення з суден,
- забруднення у надзвичайних ситуаціях,
- забруднення, викликане похованням,
- забруднення, викликане діяльністю на континентальному шельфі,
- забруднення з атмосфери або через неї,
- забруднення небезпечними відходами під час їх транскордонного переміщення,

а також захист морських живих ресурсів від забруднень.
Договірні сторони згідно з Конвенцією організують і проводять науково-технічне співробітництво і моніторинг Чорного моря. Створюють Комісію із захисту морського середовища.
Конвенція визначила спеціальним додатком до протоколу небезпечні речовини і матеріали, отруйні речовини і матеріали, основні фактори, які завдають шкоди при скиданні відходів (у т.ч. характеристики і склад відходів, характеристики компонентів відходів з точки зору ступеня і шкідливості, характеристики місця скидання і морського середовища, куди провадиться скидання, потенційні шкідливі наслідки для морських екосистем та використання морської води та ін.).